# راغنفالد اولسن
راغنفالد اولسن (بالنرويجية البوكمول: Ragnvald Olsen)‏ هو مصارع رياضي نرويجي، ولد في 27 أغسطس 1897 في أوسلو في النرويج، وتوفي في 1 سبتمبر 1948.

## وصلات خارجية
- راغنفالد اولسن على موقع أوليمبيديا (الإنجليزية)